# Graanwindmolen en molenhuizen van Bouwel
De Molen van Bouwel is een standerdmolen en ligt met bijhorende molenhuizen in Bouwel in de gemeente Grobbendonk, nabij de scheidingsgracht tussen Bouwel en Echelpoel, in de provincie Antwerpen. De molen is een graanwindmolen en is sinds 1943 beschermd als monument.

## Bouwgeschiedenis
Pas na de Franse revolutie, in 1789, kreeg Bouwel een eigen houten windmolen. Deze werd opgericht door Baptist Van Looy. Tegelijk met de molen werd een bijhorend molenhuis gebouwd.
Voor de bouw van deze molen moesten inwoners van Bouwel hun graan laten maken in de nabijgelegen gemeente Grobbendonk. In 1859 werd er een tweede molenhuis gebouwd.
De molen werd in 1914, tijdens de Eerste Wereldoorlog, omwille van strategische redenen door het terugtrekkend Belgisch leger afgebrand.
Ter vervanging van de afgebrande molen liet de toenmalige eigenaar, George de Bosschaert de Bouwel, in 1925 een nieuwe molen zetten met de gekregen vergoeding voor geleden oorlogsschade. De staakmolen van Voortkapel uit 1797 werd hiervoor aangekocht en op dezelfde plek als de originele molen gezet. De molen bleef in werking tot 1940 toen een zware storm de molen zwaar beschadigde. In 1973 werd de molen uiteindelijk gerestaureerd en weer maalvaardig gemaakt.

## Fotogalerij

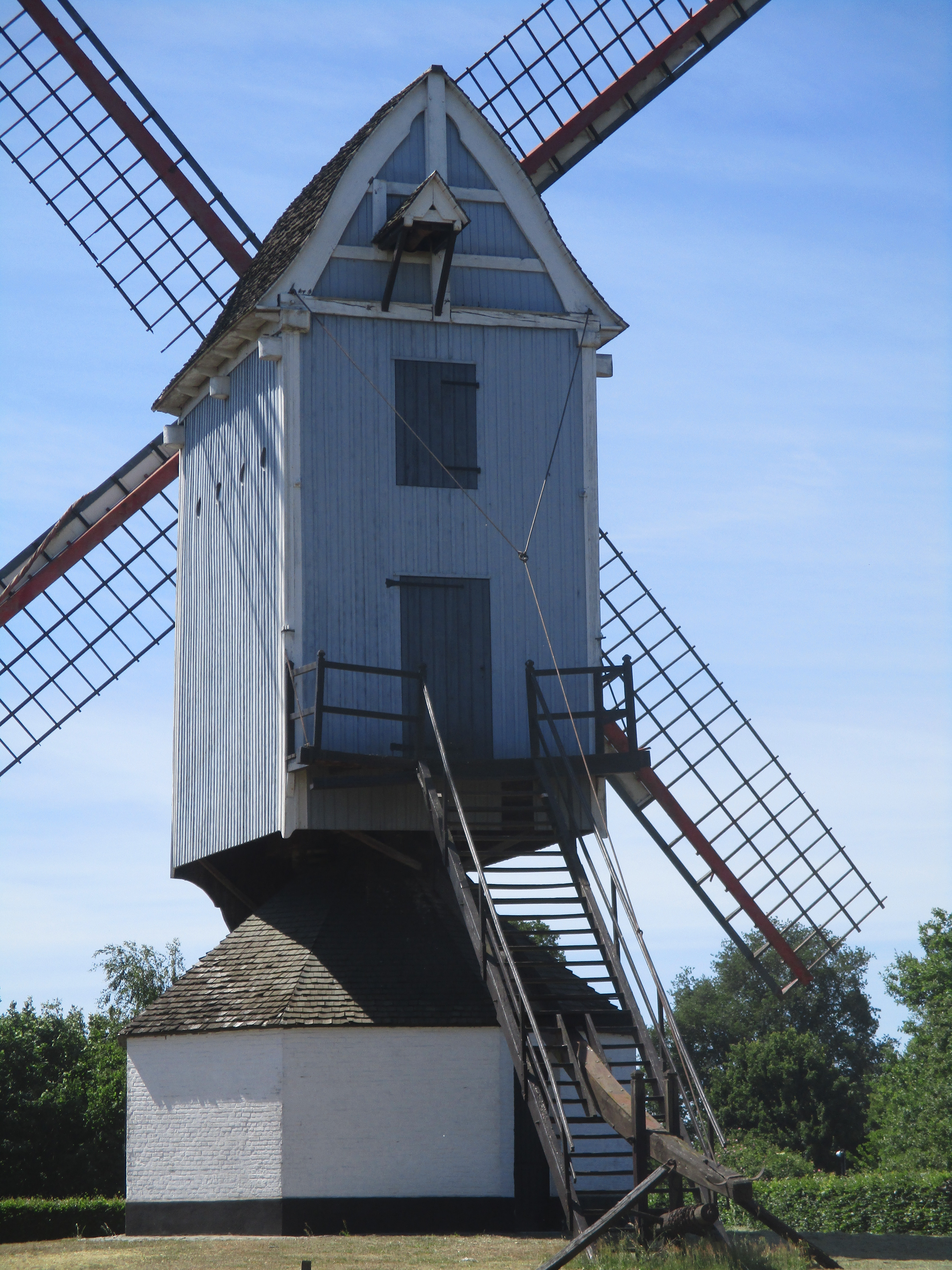
Molen van Bouwel dichtbij
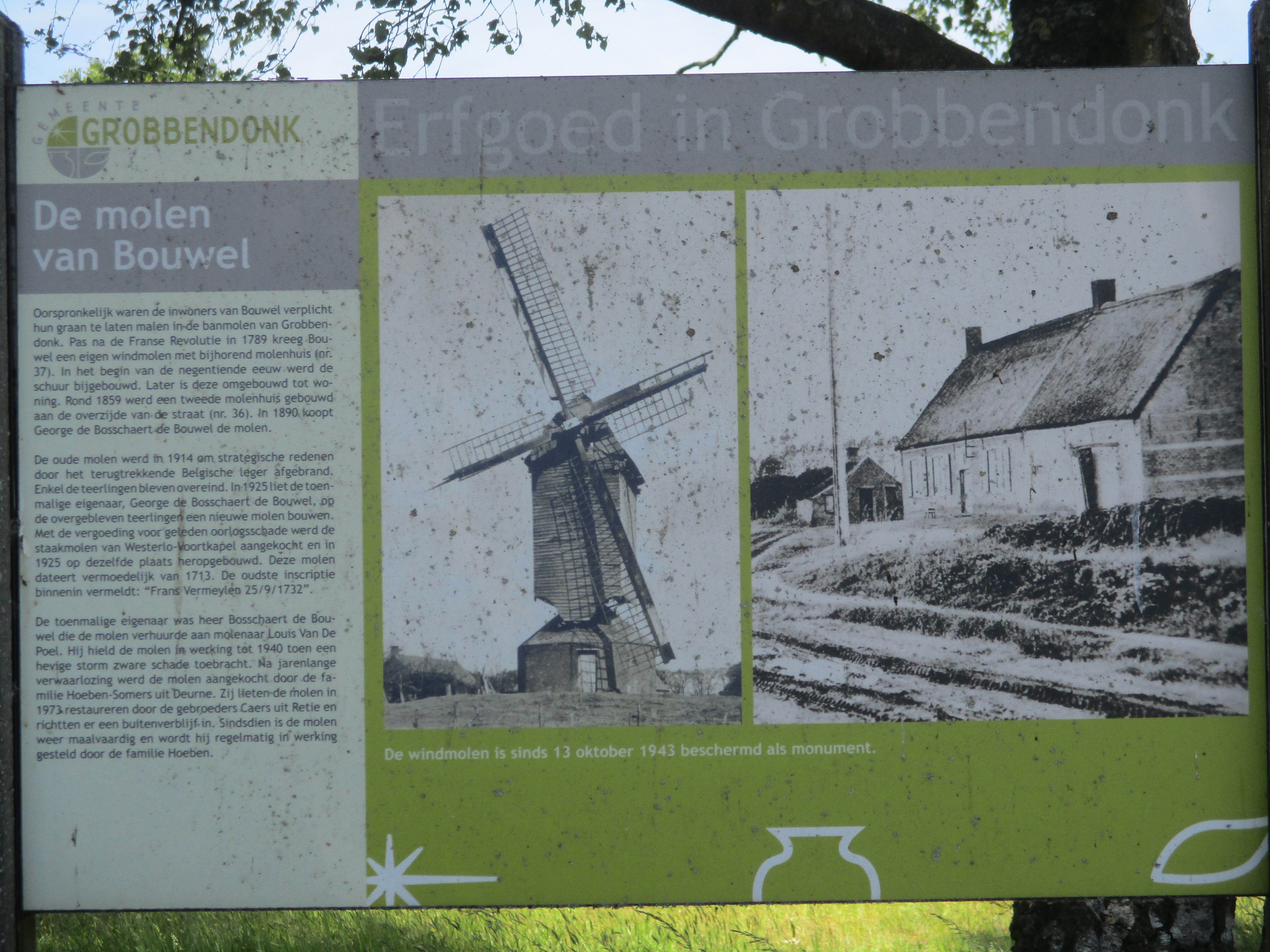
Informatiefiche molen van Bouwel
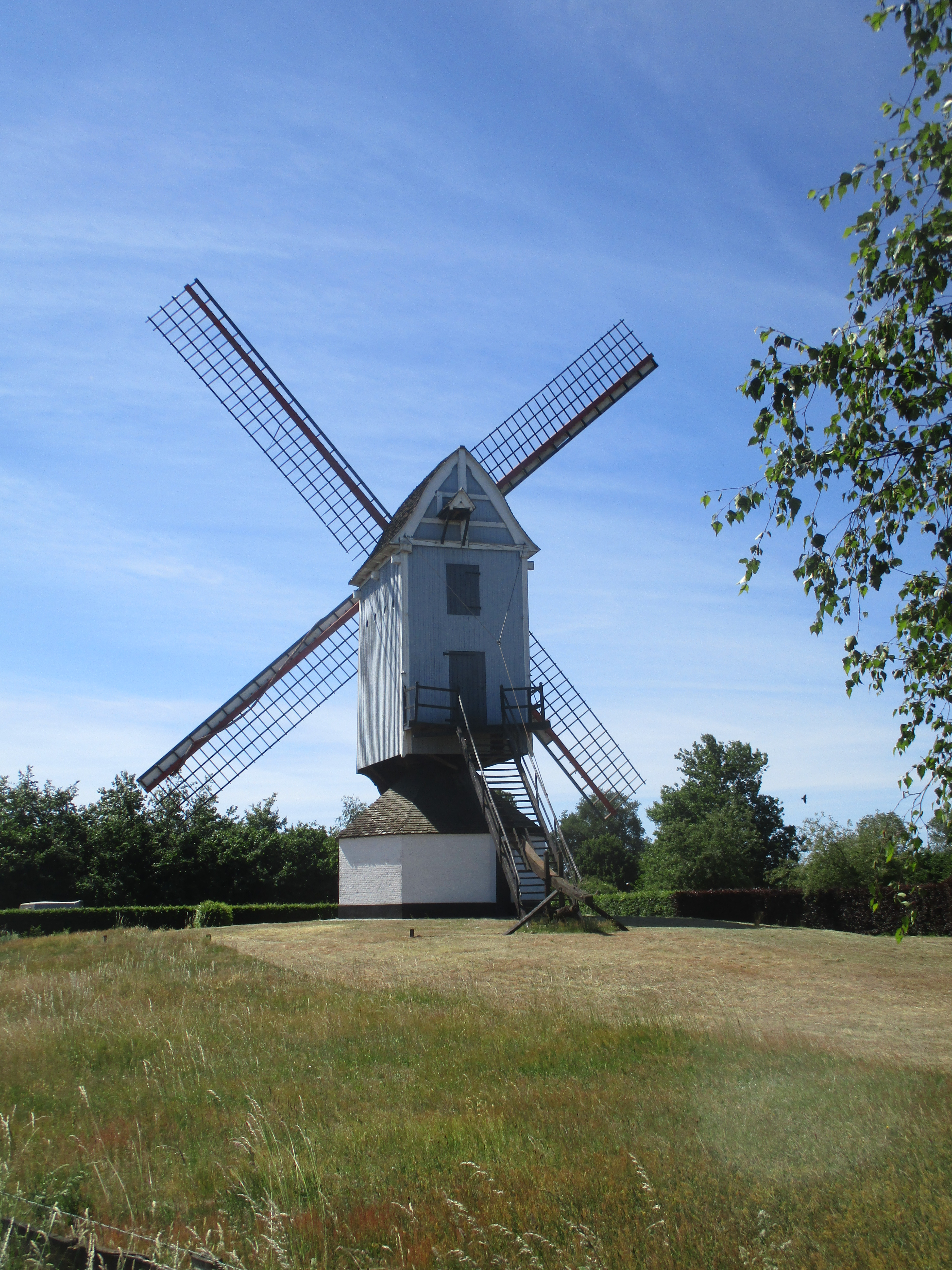
Molen van Bouwel veraf
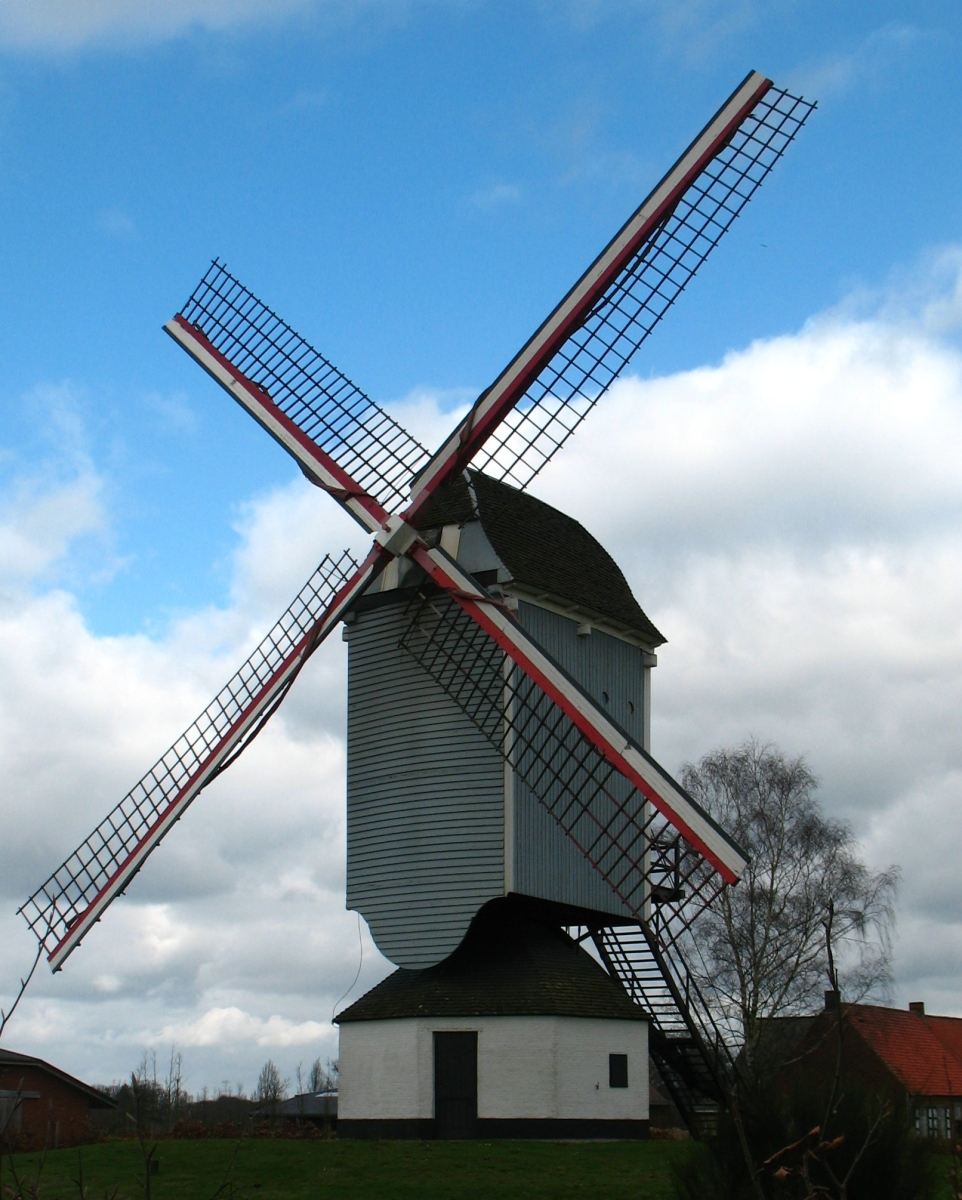
Molen van Bouwel
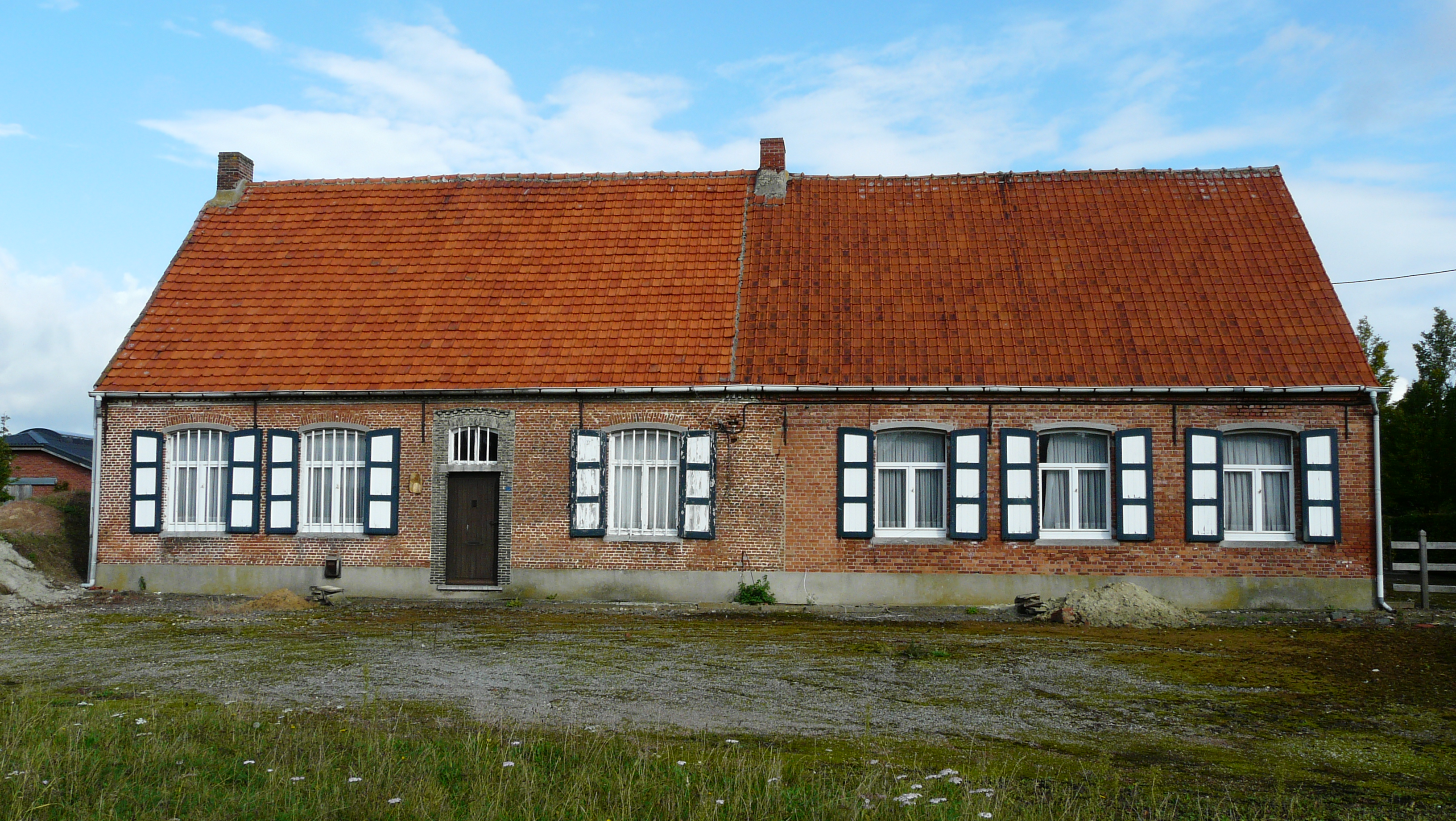
Molenhuizen van Bouwel